# Kølkær
Kølkær er en lille by i Midtjylland med 560 indbyggere  (2024), beliggende 3 kilometer nord for Søbylund i Kølkær Sogn ved jernbanen mellem Herning og Brande. Kølkær ligger i Region Midtjylland og hører til Herning Kommune.
Byen har bl.a. været beboet af brunkulsarbejdere i perioden 1939-1970. På den tid var der adskillige butikker i Kølkær og flere virksomheder.
Den lille by er kendt for at være aktiv og har et stærkt foreningsliv. Kølkær Skole ligger i byen og optager børn fra hele oplandet, som udgør Kølkær Skoledistrikt.
Der er stadig en del småvirksomheder i byen, der desuden er kendt for en stor og velrenommeret motorcykelforretning. Desuden er der en brugsforening, der i 2006 fik nye lokaler.
Der har tidligere været station i byen, men den er nedlagt. Lokalt arbejder man aktivt for at få en ny station, så landsbyen kan fastholde beboerne, hvoraf mange pendler til Herning eller Brande. En tragisk togulykke fandt sted i netop Kølkær 2. marts år 2000.